# Elisabet von Zeipel
Elisabet von Zeipel, född 13 augusti 1943, är en svensk specialpedagog som specialiserat sig kring frågor gällande neuropsykriatiska funktionsnedsättningar.